# Acer Nethercott
Acer Gary Nethercott (28. november 1977 - 26. januar 2013) var en britisk roer.
Nethercott vandt sølv for Storbritannien ved OL 2008 i Beijing som styrmand i briternes otter. Alex Partridge, Tom Stallard, Richard Egington, Tom Lucy, Josh West, Matt Langridge, Alastair Heathcote og Colin Smith udgjorde resten af besætningen. Der deltog otte både i konkurrencen, hvor Canada vandt guld, mens USA sikrede sig bronzemedaljerne. Det var hans eneste OL.
Nethercott vandt desuden en VM-bronzemedalje i otter ved VM 2007 i München. Han studerede på University of Cambridge og var to gange med til at vinde det traditionsrige Oxford vs. Cambridge Boat Race på Themsen.
Nethercott døde i 2013 i en alder af 35 år af kræft i hjernen.

## OL-medaljer
- 2008:  Sølv i otter